# Арей Гапский
Арей (фр. Arey; ок. 540, Шалон-сюр-Сон — 604 или 608) — святой, епископ Гапский, память 10 марта и 1 мая.

## Житие
Св. Арей (Arey), родился в Шалоне-на-Соне в середине VI века в знатной галло-римской семье. Старший сын своих родителей, Апрокасия (Aprocasius) и Семпронии (Sempronia), святой Арей два года прислуживал при алтаре местного храма св. Винсента. Он был рукоположён в сан священника Сиагрием, епископом Гренобля, и в течение четырнадцати лет служил сначала в Мартр-сюр-Морж (fr:Martres-sur-Morge), Пюи-де-Дом или в Морж-ан-Триев (Morges-en-Trièves), иначе Триеве (Trièves), затем в Гапе (Gap).
В 579 году Арей стал четвёртым епископом города Гапа после Сажиттера (Sagittaire). Здесь он основал школу, в которой преподавались классические предметы. Он участвовал в 584/585 году во II соборе в Валансе и в 585 году — во II Маконском соборе. В 598 году вместе с архидиаконом Валтонием Арей посетил Рим, где общался с папой римским Григорием Великим. В знак признания его усилий по преобразованию Церкви ему была дарована далматика. В 599 и 601 годах епископ состоял в переписке с папой римским по вопросам искоренения симонии.
Епископ Гапский, св. Арей учился у святого Колумбана вычислению Пасхалии. Он организовал приходскую жизнь в своей епархии, где одно из селений носит его имя. Святой Арей был весьма почитаем своей паствой.

## Предание о медведе св. Арея

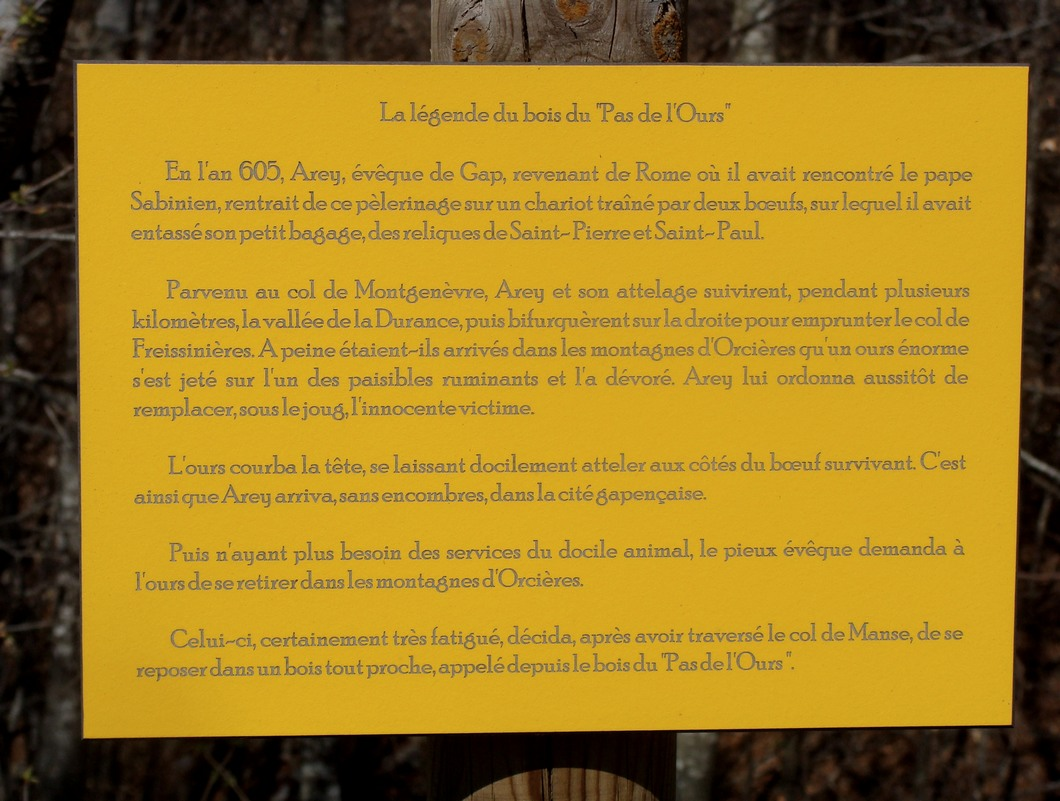
Один из вариантов предания о медведе св. Арея (панно ассоциации ``Белый мост (Le pont blanc) на дороге из Манса (Manse) в Серр-Ришар (Serre-Richard) в Шампсоре (:fr:Champsaur)

С именем святого Арея связано много преданий. Одно из них рассказывает, что вернувшись из Рима в 605 году, Арей отправился на вершину Монтженевр (col du Montgenèvre), где в лесу ео экипаж столкнулся с медведем, который задрал одного из впряжённых в него быков. Арей тогда приказал медведю впрячься в повозку самому вместо убитого быка. Медведь покорно сделал это и святой Арей прибыл в Гап в вызвавшем удивление экипаже. Будучи признательным животному за то, что оно не доставило ему хлопот, Арей отпустил медведя. Тот удалился в ближайший лес и вышел из него лишь в день кончины святого.
У этого предания имеются различные варианты. В одних сообщается, что события происходили на склонах Монтженевр, в других — неподалёку от Орсьеров (fr:Orcières), в третьих — на вершине ла Кайоль (col de la Cayolle). Что касается медвежьего леса, то он находится для одних — в Боскодоне (Boscodon, где в 1150 году был найден скелет медведя огромных размеров), для других — в Шампсоре (Champsaur), на склонах вершины Манс (col de Manse).